# Staaten River
Der Staaten River ist ein Fluss in der australischen Region Far North Queensland.

## Lage und Merkmale
Der Fluss entspringt am Westhang der Great Dividing Range ungefähr 200 Kilometer westlich von Cairns. Er fließt zunächst in vorwiegend nordwestlicher Richtung zum Staaten-River-Nationalpark und dann nach Westen, wobei er elf Nebenflüsse aufnimmt, bevor er in den Golf von Carpentaria mündet. Von der Quelle bis zur Mündung füllt der Fluss bei Hochwasser zahlreiche verschlungene Altarme und Altwasser (so genannte lagoons), die zusammen ein ausgedehntes Feuchtgebiet bilden, welches Lebensraum für viele einzigartige Tier- und Pflanzenarten bietet. Wenn die Regenzeit endet, zieht sich der Fluss aus den Überflutungsbereichen und Feuchtgebieten zurück und ist schließlich kaum mehr als ein schmales Rinnsal zwischen breiten Sandbänken und einer Kette bedeutender, nicht austrocknender lagoons, die Wassertieren Zuflucht bieten. Auf seiner 383 Kilometer langen Fließstrecke überwindet der Fluss einen Höhenunterschied von 221 Metern.
Das Einzugsgebiet ist wirtschaftlich nur wenig entwickelt – Hauptwirtschaftszweig ist die Weidewirtschaft – und es gibt am ganzen Fluss keine größeren Anlagen zur Wasserspeicherung. Der Fluss ist auf den unteren 17 Kilometern schiffbar, oberhalb davon trifft man auf Sandbänke und Stromschnellen. Dinah Island, etwa 15 Kilometer von der Küste entfernt, ist ein kleiner Viehzuchtbetrieb und bietet Übernachtungsmöglichkeiten für Angler an.

### Naturschutz und Kulturgüter
Das Einzugsgebiet des Staaten River ist eines der letzten großen Wildnisgebiete Australiens. Landwirtschaftlich und verkehrsmäßig kaum erschlossen, mit ungestörten Wäldern und reicher Tierwelt, kann man mit Recht von einem wilden Flusssystem sprechen. Der Flusslauf berührt sowohl die Cape York Peninsula als auch das Gulf Country. Charakterisiert durch die großflächigen Hochwasser der Regenzeit und das Netz von lagoons als Rückzugsort in der Trockenzeit, ist das Flusssystem bei Anglern für die Fischarten saratoga (Leichhardts Knochenzüngler) und Barramundi bekannt und beherbergt mit dem Leistenkrokodil einen der bekanntesten Vertreter der australischen Fauna.
Die Regenzeit ist durch eine große Versammlung von Vögeln aus ganz Australien und aus Asien bis nach Russland und China gekennzeichnet. Diese Vögel leben in den ausgedehnten Wasserflächen etwa des Inkerman-Gilbrath Wetland, nahe der Flussmündung. Die Küste an der Flussmündung bildet einen Teil des Southeast Karumba Plan-Feuchtgebietskomplexes, des bestentwickelten Systems küstennaher Feuchtgebiete in Queensland, und bietet unentbehrlichen Lebensraum und Brutmöglichkeiten für Fische, Vögel und andere einheimische Tiere. Der Staaten-River-Nationalpark, der etwa 467.000 Hektar des Gebiets einnimmt, ist einer der größten und abgelegensten Nationalparks Australiens.
Die Staaten Wild River Area umfasst etwa 25.700 Quadratkilometer an der westlichen Basis des Dreiecks der Cape York Peninsula; sie beinhaltet das Einzugsgebiet von Staaten River, Vanrook Creek und zehn bedeutenden Nebenflüssen. Der erklärte Zweck der Schutzgebietsausweisung ist, „künftige Erschließungsaktivitäten zu steuern, um sicherzustellen, dass die Naturgüter des wilden Flusses erhalten bleiben“ (to “manage future development activity in the wild river area to ensure the wild river natural values are preserved”).

### Bedrohungen
Der Staaten River ist abgelegen, und gegenwärtig gibt es in dieser Gegend wenig Bedarf, Wasser zu entnehmen. Die gegenwärtige Hauptbedrohung ist die Rinderhaltung: Ohne nachhaltiges Management können Rinder erhebliche Bodenerosion verursachen, die Vegetation zertreten und Wasser verschmutzen. Es gibt auch kleinere Vorkommen von invasiven Pflanzen wie Cryptostegia grandiflora im Wild-River-Schutzgebiet. Mit diesen Problemen ist die Aufsicht des Schutzgebiets zusammen mit einem Indigenous Wild River Ranger (indigene-Wildfluss-Ranger)-Programm befasst.

## Indigenes Erbe
Das obere Einzugsgebiet befindet sich im traditionellen Besitz Kunjen sprechender Stämme.
Die Agwamin, Kutjar, Koknar, Kunjen und Kokoberrin sind die traditionellen Eigentümer des Staaten-River-Einzugsgebiets und haben starke kulturelle und spirituelle Bindungen an das Land und die Flüsse. Das traditionelle ökologische Wissen dieser Gemeinschaften ist wiederum unerlässlich für die Gesunderhaltung des wilden Flusssystems.

## Namensherkunft
Der Fluss wurde 1623 vom niederländischen Seefahrer Jan Carstenszoon nach den Generalstaaten – dem niederländischen Parlament – benannt.